# آرگوس قهوه‌ای شمالی
آرگوس قهوه ای شمالی (به انگلیسی: Northern Brown Argus) یک پروانه از خانواده ی لایسینادی است.

## ظاهر
این پروانه دارای نقطه های کوچک سفید است که مرکز آن نقاط سیاه رنگ است و رنگ پس زمینه بال های آن قهوه ای روشن است.
|  |  |  |